# Onthophagus tenuistriatus
Onthophagus tenuistriatus là một loài bọ cánh cứng trong họ Bọ hung (Scarabaeidae).